# Nemšová
Nemšová (hongrois : Nemsó) est une ville de Slovaquie située dans la région de Trenčín.

## Histoire
La première mention écrite de la ville date de 1242.

## Démographie

### Évolution de la population
| Année:               | 1994. | 2004.   | 2014.   | 2024.   |
| -------------------- | ----- | ------- | ------- | ------- |
| Nombre de personnes: | 6087  | 6220    | 6274    | 6172    |
| Différence:          |       | +2,18 % | +0,86 % | -1,62 % |

| Année:               | 2023. | 2024.   |
| -------------------- | ----- | ------- |
| Nombre de personnes: | 6240  | 6172    |
| Différence:          |       | -1,08 % |

## Quartiers
- Kľúčové (depuis 1985)
- Ľuborča (depuis 1976)
- Nemšová
- Trenčianska Závada (depuis 1985)
- Nová Nemšová